# CH Гончих Псов
CH Гончих Псов (лат. CH Canum Venaticorum), HD 114941 — тройная звезда в созвездии Гончих Псов на расстоянии (вычисленном из значения параллакса) приблизительно 2227 световых лет (около 683 парсек) от Солнца. Звёздная величина диапазона Hp звезды — от +8,75m до +8,64m.
Открыта группой астрономов проекта Hipparcos*.

## Характеристики
Первый компонент — оранжевый гигант, пульсирующая медленная неправильная переменная звезда (LB:) спектрального класса K4III, или K5, или M5. Масса — около 0,994 солнечной, радиус — около 105,332 солнечного, светимость — около 584,033 солнечной. Эффективная температура — около 3925 K.
Второй компонент — красный карлик спектрального класса M. Масса — около 369,44 юпитерианской (0,3527 солнечной). Удалён в среднем на 1,493 а.е..
Третий компонент. Орбитальный период — около 4572 суток (12,517 года).